# Montecarmelo (barri)
Montecarmelo és un nou barri del Municipi de Madrid que forma part del districte de Fuencarral-El Pardo. Va ser construït a principis del segle XXI. Aquest barri està situat a l'oest de l'autovia M-607 i al sud de l'autovia de circumval·lació M-40. El barri va sorgir com un Programa d'Actuació Urbanística (PAU) arran de l'elaboració del Pla General d'Ordenació Urbana de 1997 del Municipi de Madrid.
Les línies 134 i 178 travessen el barri.
També dona servei la línia N23, que circula a les nits; passant per Plaça de Castella, i anant per la Castellana fins a Cibeles.
Transport en els nous PAUs del nord de Madrid
- Estació de Montecarmelo
- Fuencarral-El Pardo
- Madrid
- Fuencarral

Montecarmelo limita al sud amb la Colònia de Mirasierra i amb el PAU de Tres Oliveres de Fuencarral, i a l'est amb el PAU de les Taules.
Pròximament obrirà l'Estació de Paco de Lucía de Rodalies, permetrà la connexió amb les línies C-3, C-7 i C-8.